# Nacho Libre
Nacho Libre ist eine US-amerikanische Filmkomödie aus dem Jahr 2006 über einen mexikanischen Luchador. Der Film lief am 16. Juni 2006 in den amerikanischen Kinos an und wurde von den Autoren Jared Hess, Jerusha Hess und Mike White geschrieben.
Die Geschichte basiert teilweise auf dem Leben von Fray Tormenta (zu deutsch „Sturmmönch“ oder „Bruder Sturm“), auch bekannt als Reverend Sergio Gutierrez Benitez, der im realen Leben ein katholischer Priester war, nebenbei aber eine Karriere als Freistilringer (mex. Luchador) hatte. Sein Ziel war es, mit dem verdienten Geld das Waisenhaus zu unterstützen, welches er leitete.

## Handlung
Der Film beginnt in Ignacios Jugend, als Kind in einem Waisenhaus in Mexiko. Seine Eltern (Mutter eine Skandinavierin und Vater ein Mexikaner) starben, als er sehr jung war. Schon von frühester Jugend an war Ignacio von den mexikanischen Wrestlingkämpfern des Lucha Libre (Freier Kampf) begeistert. Er bastelte sich Umhänge und Catchermasken (welche in Mexiko sehr populär sind). Als Strafe für seine Umtriebigkeiten wird er als Klosterbruder in die Küche versetzt.
Die Handlung wechselt in die Gegenwart. Ignacio ist nach wie vor von den Luchadores begeistert. Seine Kochkünste halten sich hingegen in Grenzen – das liegt aber vor allem an den fehlenden Mitteln des Klosters. So gibt es Tag ein, Tag aus Bohnenbrei mit Nachos, die ihm ein Restaurant gratis zur Verfügung stellt.
Eines Tages werden ihm sogar noch die Chips von einem halbnackten verdreckten Mann gestohlen. Ignacio überlegt, wie er besseres Essen für seine Waisen besorgen kann. Auf der Straße sieht er den Luchador Ramses, welcher in Geld zu schwimmen scheint und von allen auf der Straße angehimmelt wird. Gleichzeitig entdeckt Ignacio auch Gefühle für die in sein Kloster versetzte Nonne Schwester Encarnacion.
Ignacio beschließt, ein Luchador zu werden. Er ködert den Chipsdieb (Steven) und überredet ihn, gemeinsam ein Team zu bilden. Steven willigt ein und gibt sich den Namen „Esqueleto“ (Skelett). Um seine Anonymität gegenüber dem Kloster zu bewahren, trägt Ignacio eine Maske und nennt sich Nacho.
Das Team bestreitet seinen ersten Kampf und wird vernichtend geschlagen. Als Nacho und Steven sich im Umkleideraum von ihren Blessuren erholen, wird ihnen zu ihrer Verwunderung ein Umschlag mit Geld überreicht. Sie erfahren, dass jeder Catcher einen Anteil am Gewinn bekomme, egal, ob er gewinnt oder verliert. Auch habe das Publikum die Performance der beiden genossen. Sie werden gebeten, nächste Woche wieder anzutreten.
Mit dem Geld kauft Nacho erst frisches Essen für seine Waisenkinder, um dann mit dem Rest sein erstes Kostüm anzufertigen. Nacho ist jedoch nicht glücklich: Er möchte nicht unbedingt Geld verdienen, sondern endlich einmal einen Kampf gewinnen. In seiner Ausweglosigkeit versucht er, einen Trainingsplatz bei Ramses’ Manager zu bekommen. Steve und Ignacio schleichen sich bei einer Party des Lucha-Libre-Managers ein, werden dort aber verhöhnt und hinausgeworfen.
Beide kämpfen sich nun weiter durch die Liga. Es gilt, einen nach dem anderen zu besiegen, um im Finale Ramses (den amtierenden Meister) herauszufordern. Fast gelänge es den beiden wenn Nacho nicht am letzten Kontrahenten Silencio scheitern würde. Nacho erreicht nur den 2. Platz.
Ignacio kehrt zum Kloster zurück. Aus Versehen fängt seine Kutte Feuer und alle sehen die bunte Catcher-Montur. Damit konfrontiert entschließt sich Nacho in die Wüste zu gehen, um dort zu leben.
Schon am nächsten Tag findet ihn Steve in der Wüste (in Wirklichkeit hatte sich Nacho nur knapp 500 Meter von der Ortschaft entfernt aufgehalten). Er überbringt ihm die Nachricht, dass Silencio einen Unfall hatte und nicht gegen Ramses antreten kann. Da Nacho der Zweite war, darf nun er gegen Ramses antreten. In einer Rückblende sieht man, dass Steve mit dem Motortrike über Silencios Fuß gefahren ist, als er ihn beobachtete, wie er mit einem dünnen Jungen um einen Laib Brot stritt.
Ignacio ist skeptisch, ob er das nun wirklich tun soll. Steve überredet ihn: er offenbart ihm, er habe die Waisenkinder immer gehasst, doch nun tut er das nicht mehr und Nacho ist die einzige Hoffnung für diese Kinder, sie brauchen einen Helden. Ignacio akzeptiert das und fügt sich seinem Schicksal.
Nacho schickt am Abend vor dem Kampf eine Nachricht an Schwester Encarnacion: Er erzählt ihr von seinem Plan als Luchador und gesteht ihr seine Liebe ein.
Es kommt zum Kampf, Nacho wird schon fast von Ramses besiegt – zumindest die Maske wurde ihm schon vom Kopf gerissen, was die größte Schmach ist, die ein Luchador erleiden kann. Als es fast vorüber ist, sieht Nacho, wie Schwester Encarnacion mit den Waisenkindern in der Arena erscheint. Alle Kinder haben Masken auf um Nacho als ihr Vorbild zu imitieren. Dies verleiht Nacho noch einmal unbeschreibliche Kräfte und er schafft es Ramses zu überwältigen. Er wirft Ramses aus dem Ring und stürzt sich danach wie ein Adler auf ihn und besiegt ihn. Nacho ist der neue Champion.
Nacho hält sein Versprechen, kauft einen Bus für die Waisenkinder, mit dem sie ab sofort Ausflüge unternehmen können. Der Film endet mit einem Ausflug der Kinder zu den Ruinen auf Monte Albán.

## Hintergrund
- Vor dem Film trainierte Jack Black im New-Japan-Pro-Wrestling-Dojo in Los Angeles.
- Der Film spielte ca. 99 Millionen US-Dollar ein, bei 35 Millionen Dollar Produktionskosten.[2]
- Kinostart in Deutschland war der 19. Oktober 2006.[3]

## Kritiken
„Hölzern inszenierte Parodie auf eine mexikanische Spielart des Catchens, die von vereinzelten Pointen und kuriosen Wendungen lebt, außer ihrem begnadeten Hauptdarsteller aber wenig Glanz entfaltet und eher angetan ist, Vorurteile zu bestätigen.“

„Fast ausschließlich schlechte Gags für Schmalhirne! Mehr hat dieser Klamauk nicht zu bieten. Hauptdarsteller Jack Black verbraucht sich meist schon nach wenigen Minuten und ist nur in Nebenrollen gut. In dieser abgeschmackten Parodie auf die bizarre Welt des mexikanischen Wrestlings samt dem schon tausendfach persiflierten Marienkult und Macho-Gehabe bleiben selbst die gelungen Witzchen nicht in Erinnerung.“